# Boris Busjmeljov
Boris Busjmeljov (russisk: Бори́с Генна́дьевич Бушмелёв) (født 22. maj 1937 i Moskva i Sovjetunionen, død 21. december 2020 i Moskva i Rusland) var en sovjetisk filminstruktør.

## Filmografi
- Vetjernij labirint (Вечерний лабиринт, 1980)[2][3]